# EVMS
El Enterprise Volume Management System (EVMS) es un software de gestión de volúmenes flexible e integrado que permite gestionar sistemas de almacenamiento bajo Linux.

## Historia
Credo por IBM para resolver las limitación de la versión inicial de LVM. De forma simultánea, otros desarrolladores crearon otra solución alternativa a estas limitaciones que finalmente se impondría dando lugar a LVM2. Ante este hecho algunos desarrolladores de IBM decidieron modificar EVMS y convertirlo en una aplicación de espacio de usuario construida sobre LVM2.

## Características
Las principales características son:
- Gestiona volúmenes EVMS, LVM1 y LVM2 bajo Linux
- Es compatible con una gran cantidad de esquemas de particionamiento de disco
- Es compatible con diferentes sistemas de archivo: ext2, ext3, FAT, JFS, NFS, OCFS2, OpenGFS, ReiserFS, Linux swap, XFS, etc.
- Gestión multi-disco (MD)
- RAID software de tipo 0, 1, 4 y 5
- Enlazado de discos (concatenación de discos)
- Soporte multiruta (multipath)
- Gestiona clústeres de almacenamiento compartidos
- Puede expandir y contraer volúmenes y sistemas de archivo en línea y offline, dependiendo de las características del sistema.
- Instantáneas (imágenes "congeladas" de volúmenes), en modo escritura de forma opcional
- Conversión entre diferentes tipos de volúmenes
- Desplazamiento de particiones
- Creación, comprobación y reparación de sistemas de archivo
- Recolocación de bloques erróneos
- Tres tipos de interfaz de usuario: GUI o gráfica, texto o TUI (ncurses) y consola
- Puede hacer copias de seguridad y restaurar metadatos EVMS

EVMS está licenciado bajo la GPL v2 o posterior.